# Sale el Sol
„Sale el Sol” (în română: „Răsare soarele”) este un cântec soft rock, pop-rock cu influențe latino al cântăreței din Columbia Shakira. Cântecul este extras de pe albumul sinonim, lansat la finele anului 2010. A fost extras pe single și va fi promovat în Franța și Statele Unite începând cu 4 ianuarie 2011.„Sale el Sol” a fost scris de Shakira și de Luis Fernando Ochoa, pe versurile Shakirei. A debutat pe locul opt în clasamentul de vânzări din Spania. Un videoclip a apărut în luna decembrie 2010 pe internet, pentru a promova o companie de băuturi hispanică. Acel videoclip a fost filmat în Catalonia, Spania. Un alt videoclip, oficial, va fi lansat în primăvara 2011.
Versurile vorbesc despre faptul că „soarele” poate răsări în viața ta când te aștepți cel mai puțin.

## Compozița
Cântecul a fost compus de către Shakira și produs de ea împreună cu Luis Fernando Ochoa. Piesa este lăudată pentru accentele de soft-rock și ambianța între chitare acustice și electronice, dar și pentru versurile lirice și optimiste.
Într-o recenzie a piesei făcută de către Billboard, „Sale el Sol” a fost denumit „un cântec frumos”.
Mulți fani au evocat similarități între această melodie și înregistrări mai vechi de-ale Shakirei, precum „Inevitable” (o altă creație Shakira/Ochoa) datorită mesajului, structurii și al aspectului rock.
Versurile vorbesc despre faptul că „soarele” poate răsări în viața ta când te aștepți cel mai puțin. Refrenul spune
| Și la o zi după furtună Când te gândești mai puțin Iese soarele De la atâta adunat Pierzi socoteala Pentru că unu și unu Nu întotdeauna fac doi Când te gândești mai puțin Iese soarele |

## Promovare
„Sale el Sol” a fost lansat de către Shakira pe 4 iunie 2010, la festivalul Rock in Rio, Madrid. În timpul concertului, i-a dedicat piesa lui Gustavo Ceratti, datorită mesajului optimist.
Melodia, împreună cu „Antes de las Seis” și hitul „Loca”, a fost aleasă să fie difuzată parțial pentru a promova albumul, în luna Septembrie. Fundația Pies Descalzos a declarat că compania Freixnet a decis ca „Sale el Sol” să fie cântecul lor de promovare pentru Crăciun.

## Evoluția în clasamente
Piesa „Sale el Sol” a debutat cu o săptămână înainte de Crăciun în clasamentul de vânzări din Spania pe locul 8, deci fiind un alt top zece spaniol pentru Shakira. De asemenea, cât piesa era pe locul opt, „Loca” era pe locul întâi, iar „Waka Waka” era încă în top douăzeci. Totuși, săptămânile următoare piesa a continuat să coboare până la locul 19. 
A debutat și în top patruzeci din Italia și Portugalia; În Portugalia a atins poziția a douăzecișitreia, cu 17 săptămâni în top 40, iar în Italia a ajuns pe locul 20. În clasamentele paneuropene, a intrat în top patruzeci din clasamentul de difuzări dar și în cel de vânzări.
În America, „Sale el Sol” a intrat în topurile minore din Argentina, Brazilia, Chile, Columbia, Costa Rica și în topul major din Mexic, unde a ajuns pe primul loc. 
În Statele Unite, piesa a intrat în top zece (#2) al clasamentului de difuzări de piese latino și în top douăzeci(#13) în clasamentul general, difuzări, vânzări și descărcări. Ambele clasamente sunt oficiale și compilate de revista Billboard.

## Videoclip
Videoclipul a fost regizat de către Jaume de Laiguana, cu care Shakira a mai colaborat de nenumărate ori, în Terrassa, Catalonia, Spania. Filmarea a avut loc la data de 10 noiembrie 2010. În același timp, Shakira a filmat o reclamă de Crăciun pentru compania Freixnet. Videoclipul finizat va fi lansat în luna februarie, și va fi combinat cu imagini din documentarul lui Laiguana - „Hagamos que salga el sol”. Videoclipul ar fi trebuit să își aibe premiera internațională oficială la data de 3 februarie 2011, pe site-ul web Freixnet, dar casa de discuri a Shakirei nu a confirmat premiera și clipul a fost șters imediat de pe orice pagină de internet. Premiera oficială a avut loc la data de 8 ianuarie, pe canalul de VEVO al Shakirei de pe YouTube. La nici două zile de la premieră a ajuns unul dintre cele mai vizualizate clipuri ale lunii, cu peste 3 milioane și 500 de mii de vizualizări.
Shakira înfruntă zăpada, frigul și întunericul în căutarea soarelui.
Videoclipul piesei "Sale El Sol" a fost filmat în Spania, parteneriat cu producătorul de vinuri Freixenet pentru o cauză nobilă și o prezintă pe artistă într-o călătorie metaforică în căutarea soarelui și a căldurii.
Cântăreața columbiană a primit 500.000 de euro din partea Freixenet pentru asociația ei caritabilă, „Pies Descalzos Foundation”, iar banii vor fi folosiți pentru a construi două școli, una în Haiti și una în Columbia, țara ei natală.

## Clasamente
| Clasament (2010)                               | Poziție maximă |
| ---------------------------------------------- | -------------- |
| Chile (Top 100)                                | 30             |
| Uniunea Europeană (Airplay 200)                | 31             |
| Uniunea Europeană (Hot 100)                    | 40             |
| Italia (FIMI)                                  | 20             |
| Mexic (AMPROFON)                               | 1              |
| Spania (PROMUSICAE)                            | 8              |
| Statele Unite ale Americii (Latino)            | 13             |
| Statele Unite ale Americii (Latin Pop Airplay) | 2              |

### Traiectorii
Pozițiile obținute în Spanish Top 100
| Săptămâna | 1 | 2  | 3  | 4  | 5  | 6  | 7  | 8  | 9  | 10 | 11 |
| --------- | - | -- | -- | -- | -- | -- | -- | -- | -- | -- | -- |
| Poziție   | 8 | 15 | 10 | 17 | 19 | 15 | 15 | 14 | 17 | 10 | 17 |

Pozițiile obținute în Portugal Top 50
| Săptămâna | 1  | 2  | 3  | 4  | 5  | 6  | 7  | 8  | 9  | 10 | 11 | 12 | 13 | 14 | 15 | 16 | 17 |
| --------- | -- | -- | -- | -- | -- | -- | -- | -- | -- | -- | -- | -- | -- | -- | -- | -- | -- |
| Poziție   | 37 | 38 | 35 | 39 | 40 | 35 | 34 | 38 | 50 | 47 | 40 | 41 | 45 | 44 | 38 | 23 | 21 |